# Bocula odontosema
Bocula odontosema là một loài bướm đêm thuộc họ Noctuidae. Nó được tìm thấy ở Queensland.